# Francis Fergusson
Francis Fergusson (* 21. Februar 1904 in Albuquerque, New Mexico; † 19. Dezember 1986 in Princeton (New Jersey)) war ein einflussreicher US-amerikanischer Literaturkritiker, Dramen- und Mythentheoretiker und Hochschullehrer.

## Leben
Fergussons Vater Harvey Butler Fergusson (1848–1915) war ein altphilologisch gebildeter Lehrer aus Alabama. Später wurde er Jurist, Teilhaber einer Silbermine in New Mexico und Kongressabgeordneter. Francis’ Mutter Clara Maria Hüning (amerikanisiert: Huning), Tochter westfälischer Einwanderer nach New Mexico, wurde zeitweise in Deutschland erzogen, bis sie nach New Mexico zurückkehrte. Nachdem der Vater nicht wiedergewählt worden war, erhängte er sich im Jahr 1915, was Francis in eine jahrelange tiefe psychische Krise stürzte. Vier Jahre lang hungerte er, wovon eine Wirbelsäulenverkrümmung durch Unterernährung zurückblieb.
Francis Fergusson studierte zunächst Biologie und Philosophie an der Harvard University und kurze Zeit auch in Oxford. Als Student befreundete er sich mit J. Robert Oppenheimer. In Paris lernte er in der Buchhandlung Shakespeare and Company die einflussreiche Sylvia Beach kennen. Nach seiner Rückkehr nach New York City nahm er Schauspielunterricht bei Richard Boleslawski und schrieb Theaterkritiken für die Herald Tribune. In den 1930er Jahren gründete er das Department für Theater des Bennington College in Vermont, wo er jährlich in mindestens zwei Stücken Regie führte. Nachdem er dort fast zehn Jahre gearbeitet hatte, ging er an die Indiana University, später an die Rutgers University, wo er vergleichende Literaturwissenschaft lehrte. Unter seinen Schülern waren der Dichter Robert Pinsky und der amerikanische Schriftsteller Alan Cheuse (1940–2015). 1969 wurde er zum Mitglied der American Academy of Arts and Sciences gewählt.
Nach dem Tod seiner noch jungen Frau im Jahr 1959, mit der er zwei Kinder hatte, heiratete er noch einmal.

## Schriften
Fergussons Buch The Idea of a Theater (1949) ist vermutlich das einflussreichste und meistbenutzte Buch über das Theater, das ein Amerikaner je verfasst hat. Der Kritiker Allen Tate verglich sein Hauptwerk mit Erich Auerbachs Mimesis. Theoretisch knüpfe Fergusson an die Mythentheorie James George Frazers an, der den Ursprung der Tragödie im Opferritual sah (sog. the king must die-Tragödie, die Fergusson allerdings eher als spirituelles Opfer zugunsten des Volkes denn als physisches Opfer betrachtete). Auch die Theorien der Tragödie von Aristoteles, Nietzsche, Kenneth Burke und Jacques Maritain lieferten ihm weitere Anregungen.
Ein Standardwerk ist auch Fergussons von ihm eingeleitete Ausgabe der Poetik des Aristoteles (1961) mit Kommentaren. In Shakespeare: The Pattern in His Carpet isoliert er Themen und Motive in Shakespeares Dramen wie z. B. den Monarchen als irdische Verkörperung Gottes, die romantische Liebe mit ihrer zugleich tödlichen und lebenspendenden magischen Kraft oder das Gegensatzpaar von Treue und Verrat. Seine Anmerkungen zu Dantes Göttlicher Komödie in Dante's Drama of the Mind: A Modern Reasing of the Purgatorio zeigen durch zahlreiche Querverbindungen zur modernen Dichtung, Ästhetik und Psychologie die Aktualität der Poetik Dantes wie  seine dramatische Kraft und die Kohärenz des Werkes auf, in dem er Parallelen zu Shakespeare, T. S. Eliot, Ezra Pound und anderen sieht. Fergussons Bücher sind gut lesbar; sie richten sich immer auch an Laien.

## Trivia
1981 trat Fergusson in dem Dokumentarfilm The Day After Trinity über das Leben J. Robert Oppenheimers auf.

## Werke
- Myth in Modern Literature, University of Virginia, Charlottesville 1955.
- The Idea of a Theater: A Study of Ten Plays, The Art of Drama in a Changing Perspective. Princeton University Press, 1968. ISBN 0-691-01288-1.
- Trope and Allegory: Themes Common to Dante and Shakespeare. Reprint, University of Georgia Press, 2011.
- Dante's Drama of the Mind: A Modern Reading of the Purgatorio. Princeton UP, 1953. Book on Demand: Princeton Legacy Library, 2015.
- Literary Landmarks: Essays on the Theory and Practice of Literature. Rutgers University Press, 1975.
- Sallies of the Mind. Transaction Publishers, 1997.
- Shakespeare: The Pattern in His Carpet. Delacorte Press, 1970.
- als Hrsg.: Introduction und Notes zu Aristoteles: Poetics. Hill and Wang, 1961.
- ‚Myth‘ and the Literary Scruple. In: The Sewanee Review, 64(1956)2, S. 171–185.
- mit Harold Clurman: “On the 'Poetics'”, Tulane Drama Review 4(1960)4, S. 23–32.